# IPad Air (2020)
iPad Air (4-го поколения), также неофициально именуемый, как iPad Air 4 или iPad Air 2020, представляет собой планшетный компьютер, разработанный и продаваемый Apple Inc. Компания Apple анонсировала его 15 сентября 2020 года. Предварительные заказы начались 16 октября 2020 года, а поставки начались через неделю, 23 октября 2020 года. Устройство очень напоминает дизайн 11-дюймового iPad Pro (3-го поколения) и имеет несколько функций, которые ранее были эксклюзивными для линейки iPad Pro, например, поддержка Magic Keyboard и Apple Pencil второго поколения. Он доступен в пяти цветах: космический серый, серебристый, розовое золото, зеленый и небесно-голубой.
При начальной цене в 599 долларов США за модель с конфигурацией Wi-Fi и 729 долларов США за конфигурацию Wi-Fi + Cellular. iPad Air четвертого поколения от Apple вызвал критику за то, что он дороже своего предшественника. Однако в целом iPad Air 4 получил высокую оценку как потребителей, так и технических обозревателей, а Генри Т. Кейси из Tom's Guide сказал, что это «лучший планшет для большинства людей» и «один из лучших iPad когда-либо». Джеймс Пекхэм из TechRadar назвал его «феноменально качественно сделанным планшетом». Выбор для планшетов высокого класса.
Производство iPad Air 4-го поколения было прекращено 8 марта 2022 года после анонса его преемника, iPad Air 5-го поколения.

## Функции

### Аппаратное обеспечение
Внутри процессора Apple A14 Bionic находится 11,9 миллиарда транзисторов, что обеспечивает более высокую эффективность с точки зрения как мощности, так и производительности. Чип оснащен 6-ядерным ЦП, который на 40 % быстрее своего предшественника, 4-ядерным графическим процессором, который на 30 % быстрее, и 16-ядерным процессором Apple Neural Engine, который работает в два раза быстрее и отличается улучшенным машинным обучением. Neural Engine может обрабатывать более 11 триллионов операций в секунду.
Он оснащен более широким 10,9-дюймовым дисплеем Liquid Retina Display с частотой 60 Гц и разрешением 2360 x 1640 с 3,8 миллионами пикселей. Дисплей ламинирован и имеет антибликовое покрытие, а также широкий цвет и True Tone.
Кнопка «Домой» была убрана, а датчик Touch ID был перенесен на кнопку включения или выключения питания, прикрепленную к правому верхнему краю устройства. Звуковой стереофонический эффект пейзажа также добавлен в систему аудиозаписи системы.

### Связь
С выпуском iPad Air четвертого поколения Apple отказалась от проприетарного порта Lightning в пользу универсального порта USB-C, который используется для зарядки, а также для подключения внешних устройств и аксессуаров. Порт способен передавать до 5 Гбит/с (625 МБ/с), обеспечивая быстрое подключение к камерам и внешним хранилищам, а также поддержку мониторов с разрешением до 4K. Для беспроводного подключения устройство поддерживает Bluetooth 5.0 и Wi-Fi 6 (802.11ax).

### Аксессуары
Он совместим со вторым поколением Apple Pencil, Magic Keyboard для iPad и Smart Keyboard Folio.

## Приём
Во время пандемии COVID-19 Apple похвалили за то, что Touch ID был интегрирован в кнопку питания вместо Face ID, поскольку Face ID не может работать, когда пользователь носит покрытие для лица, потому что оно закрывает половину лица.